# Попов, Михаил Иванович (литератор)
Михаил Иванович Попов (1742 — около 1790) — русский писатель, переводчик.

## Биография
Человек из народа (сын ярославского купца). Родился в 1742 году. Его старшие братья Яков и Алексей принимали участие в создании театра в Ярославле под руководством Ф. Г. Волкова. Вместе со ставшими профессиональными актёрами братьями он переехал в Санкт-Петербург, где учился в шляхетском корпусе и служил в придворном театре. Однако документированные сведения о нём относятся только к 1764 году.
С 1765 года учился в Московском университете. Был секретарём при Комиссии составления проекта нового Уложения. В 1769 году получил чин коллежского регистратора. В 1776 году он имел чин губернского секретаря. После роспуска Комиссии судьба его неизвестна.

## Творчество
Литературную деятельность начал в 1765 году сотрудничеством в журнале «Трутень» Н. И. Новикова и переводами (комедии «Недоверчивый», «Девкалион и Пирра», повести «Аристоноевы приключения» и «Рождение людей Промифеевых», «Белевы путешествия чрез в Россию в разные Азиатские земли» и др.). Потом в журнале М. Д. Чулкова «И то и сё» он поместил несколько оригинальных эпиграмм, притч и любовных стихотворений, часть которых вошла в книгу: «Досуги, или собрание сочинений и переводов Попова» (СПб., 1772). Напечатал несколько комедий в «Российском феатре», из которых либретто комической «народной» оперы «Анюта» и доставило ему, главным образом, известность — это было первое русское драматическое произведение о крестьянской жизни.
Вместе с Чулковым издал сборник народных песен (1770—1774). После его смерти вышла составленная им «Российская Эрата, или выбор наилучших новейших русских песен» (1791).
Немалую роль сыграл Попов в истории русской литературы своим «Кратким описанием славянского баснословия» (1768). Это целая система мнимой славянской мифологии, отчасти заимствованная из разных малодостоверных книжных свидетельств, отчасти прямо сочинённая. Тем не менее, «Баснословием» Попова пользовались охотно, особенно поэты (Херасков и Державин и др.).
Написал авантюрно-рыцарскую повесть «Славенские древности, или Приключения славенских князей» (во втором издании «Старинные диковинки»).

### Переводы
- Кронек И.-Ф. Недоверчивый. — 1765.
- Пуллен Ж.-Ф. де Сен-Фуа. Девкалион и Пирра. — 1765.
- Брюэс Д.-О. де, Палапр Ж. Немой. — 1766, 2-е изд. 1788. (постановка 2 ноября 1766)
- Фенелон Ф. Аристоноевы приключения… — 1766.[7]
- Менье А.-Г. де Керлон. Жизнь людей Промифеевых. — 1766.[7]
- Пуассон Ф. Притворный комедиант. (постановка 18 сентября 1769)
- Бурлин — слуга, отец и тесть.
- Вольтер. Вадины сказки. — СПб.: Тип. Сухопут. кадет. корпуса, 1771. — 77 с.[8]
- Шапель Л. Выписки о чревовещателях, или чревобасниках // . — СПб: 1773, 2-е изд. М: 1776, 3-е изд. 1787.[9]
- Тассо Т. Освобожденный Иерусалим. — 1772, 2-е изд. 1787.[10]
- Тысяча и один день. — 1778—1779. (сборник персидских сказок)[11]
- Белевы путешествия через Россию в разные азиатские земли… — 1773, изд. 1774—1776.
- Лаланд Ж.-Ж. Лефрансе де. Описание римския Ватиканския церкви св. Петра… — 1776.
- Муратори Л. А. Рассуждение о благоденствии общенародном. — 1780.
- Дювор Ж. Лжеученый. — 1778. (комедия, постановка 1790)[12]
- Мариво П. Побежденное предрассуждение. — 1779.[12]
- Фавар Ш.-С. Солиман второй, или Три султанши. — 1779, изд. 1785. (постановка 12 декабря 1784)
- Бомарше П.-О.-К. Севильский цирюльник, или Бесполезная предосторожность. — 1779. (постановка 22 января 1782 в Петербурге и 24 мая 1782 в Москве)[12]
- Устережешься ли всего. — 1780. (комическая опера)[12]